# Sevenload
Sevenload fue una plataforma profesional Web 2.0, utilizada para administrar contenidos multimedia, en televisión por Internet.

## Historia
Fundada en abril de 2006 en Alemania, la plataforma surgió en los mercados europeos y asiáticos para convertirse en una conocida Red Social Multimedia para fotos, vídeos y contenidos de televisión. Sevenload permitía a sus usuarios subir sus fotos y vídeos, etiquetarlos, ordenarlos en grupos y compartirlos con otros usuarios asemejándose a sitios web como Youtube y Metacafe en lo que a vídeos se refiere y a Flickr en cuanto a fotos. Los contenidos profesionales y los contenidos generados por los usuarios en Sevenload. A partir del año 2008, el sitio estuvo disponible para el público de habla hispana.
Fueron sus directores ejecutivos Ibrahim Evsan (Fundador y CTO), Axel Schmiegelow (CEO) y Andreas Heyden (COO). Las empresas inversoras son T-Online Venture Fund, DLD (Burda), Media Ventures y de capital GmbH.

## Crítica

### Vídeos con contenidos inapropiados
De acuerdo con los términos de uso de Sevenload, no se permite contenido que infrinja los derechos de copyright, así como tampoco los que son ilegales, obscenos, difamatorios, amenazantes, pornográficos, acosadores, expresen odio o sean racistas.
Algunos de los citados contenidos fueron subidos al portal en el pasado. Los contenidos fueron publicados hasta que Sevenload los detectó o fueron denunciados.

### Infracción del Copyright
A pesar de no estar permitido subir contenidos protegidos con copyright, son muchos los que son subidos regularmente a la plataforma. 
Sevenload se unió en mayo de 2008 junto con otros portales de contenidos para proteger los derechos de reproducción. El uso de filtros automáticos junto con las denuncias de las infracciones del copyright ayudan a tener cada vez menos contenido ilegal en todo el portal.